# Lebanese Basketball League 2020-2021
La Lebanese Basketball League 2020-2021, conosciuta per motivi di sponsorizzazione anche con il nome di XXL Energy Lebanese Basketball Championship 2020-2021 è  stata la 25ª edizione del massimo campionato libanese di pallacanestro maschile.

## Squadre partecipanti
| Squadra              | Città              | Arena                                       | Allenatore        | Capacità |
| -------------------- | ------------------ | ------------------------------------------- | ----------------- | -------- |
| Al-Riyadi Beirut     | Beirut (Manara)    | Saeb Salam Arena                            | George Geagea     | 2.500    |
| Anibal Zahle         | Zahlé              | SSCC Rassieh                                | Dany Ammous       | 1.000    |
| Al-Mouttahed Tripoli | Tripoli            | Safadi Sports Complex                       | Marwan Khalil     | 2.000    |
| Atlas Ferzol         | Ferzol             | St Joseph des Soeurs Antonines Arena Zahleh | Georges Dagher    | 2.000    |
| Beirut Club          | Beirut (Chiyah)    | Chiyah Stadium                              | Patrick Saba      | 2.000    |
| Byblos Club          | Byblos             | Michel Sleiman Sports Village               | Mensur Bajramovic | 1.500    |
| Champville           | Dik El Mehdi       | Champville Club Center                      | Fuad Abou Chakra  | 750      |
| Homenetmen           | Mezher             | Homentmen Mezher                            |                   | 1.000    |
| Hoops Club           | Jdeideh            | Michel El Murr Complex                      | Jad el Hajj       | 1.750    |
| Sagesse              | Beirut (Achrafieh) | Antoine Choueiri Stadium                    | Ghassan Sarkis    | 5.000    |

## Stagione regolare
|  | Pos. | Squadra              | G  | V  | P  | PF   | PS   | Dif  | PT |
|  | ---- | -------------------- | -- | -- | -- | ---- | ---- | ---- | -- |
|  | 1.   | Al-Riyadi Beirut     | 18 | 17 | 1  | 1741 | 1161 | +580 | 34 |
|  | 2.   | Champville           | 17 | 12 | 5  | 1513 | 1184 | +329 | 24 |
|  | 3.   | Atlas Ferzol         | 17 | 12 | 5  | 1371 | 1209 | +162 | 24 |
|  | 4.   | Sagesse              | 18 | 12 | 6  | 1492 | 1350 | +142 | 24 |
|  | 5.   | Beirut Club          | 18 | 11 | 7  | 1404 | 1218 | +186 | 22 |
|  | 6.   | Hoops Club           | 18 | 10 | 8  | 1388 | 1294 | +94  | 20 |
|  | 7.   | Byblos Club          | 18 | 7  | 11 | 1216 | 1458 | -242 | 14 |
|  | 8.   | Al-Mouttahed Tripoli | 18 | 5  | 13 | 1228 | 1399 | -171 | 10 |
|  | 9.   | Homenetmen           | 18 | 3  | 15 | 1185 | 1622 | -437 | 6  |
|  | 10.  | Anibal Zahle         | 18 | 0  | 18 | 1159 | 1802 | -643 | 0  |

Legenda:
      Ammesse ai playoff scudetto.
Note:
due punti a vittoria, zero a sconfitta.
Fonte: Asia.basket

## Final Four
|  | Semifinali | Semifinali       | Semifinali | Semifinali | Semifinali | Semifinali | Semifinali |  |  | Finale           | Finale           | Finale | Finale | Finale | Finale | Finale | Finale | Finale |  |
|  |            |                  |            |            |            |            |            |  |  |                  |                  |        |        |        |        |        |        |        |  |
|  | 1°         | Al-Riyadi Beirut | 94         | 88         | 107        | -          | -          |  |  |                  |                  |        |        |        |        |        |        |        |  |
|  | 4°         | Sagesse          | 62         | 74         | 80         | -          | -          |  |  | Al-Riyadi Beirut | Al-Riyadi Beirut | 75     | 72     | 79     | 92     | -      | -      | -      |  |
|  | 2°         | Champville       | 82         | 76         | 98         | -          | -          |  |  | Champville       | Champville       | 65     | 64     | 65     | 76     | -      | -      | -      |  |
|  | 3°         | Atlas Ferzol     | 58         | 72         | 59         | -          | -          |  |  |                  |                  |        |        |        |        |        |        |        |  |

| Lebanese Basketball League 2020-2021 |
| ------------------------------------ |
| Al-Riyadi Beirut 16º titolo          |

## Leader statistiche individuali
| Categoria                | Giocatore       | Squadra              | Statistiche |
| ------------------------ | --------------- | -------------------- | ----------- |
| Punti per partita        | Ibrahim Haddad  | Al-Mouttahed Tripoli | 20.1        |
| Rimbalzi per partita     | Marc Abi Kheres | Atlas Ferzol         | 12.2        |
| Assist per partita       | Ali Mezher      | Sagesse              | 8.6         |
| Palle rubate per partita | Ali Mezher      | Sagesse              | 3.6         |
| Stoppate per partita     | Bechara Saba    | Anibal Zahle         | 1.4         |

## Premi stagionali
| Premio                   | Giocatore         | Squadra          | Fonte |
| ------------------------ | ----------------- | ---------------- | ----- |
| Finals MVP               | Amir Saoud        | Al-Riyadi Beirut | [ 1 ] |
| Giocatore dell'Anno      | Amir Saoud        | Al-Riyadi Beirut | [ 1 ] |
| Guardia dell'Anno        | Amir Saoud        | Al-Riyadi Beirut | [ 1 ] |
| Ala dell'Anno            | Elie Rustom       | Champville       | [ 1 ] |
| Centro dell'Anno         | Marc Abi Kheres   | Atlas Ferzol     | [ 1 ] |
| Nuovo arrivato dell'anno | Christophe Khalil | Sagesse          | [ 1 ] |
| Giocatore più migliorato | Marc Abi Kheres   | Atlas Ferzol     | [ 1 ] |
| Allenatore dell'anno     | George Geagea     | Al-Riyadi Beirut | [ 1 ] |

| Primo quintetto stagionale | Primo quintetto stagionale |
| -------------------------- | -------------------------- |
| Ali Mansour                | Al-Riyadi Beirut           |
| Amir Saoud                 | Al-Riyadi Beirut           |
| Elie Rustom                | Champville                 |
| Christophe Khalil          | Sagesse                    |
| Marc Abi Kheres            | Atlas Ferzol               |

| Secondo quintetto stagionale | Secondo quintetto stagionale |
| ---------------------------- | ---------------------------- |
| Joseph Zaloum                | Atlas Ferzol                 |
| Sergio El Darwich            | Champville                   |
| Nadim Souaid                 | Sagesse                      |
| Hayk Gyokchyan               | Al-Riyadi Beirut             |
| Patrick Bou Abboud           | Beirut Club                  |